# Enterprise (treindienst)
Enterprise is de grensoverschrijdende Intercity-treindienst tussen Dublin-Connolly in de Republiek Ierland en Belfast Lanyon Place in Noord-Ierland, gezamenlijk geëxploiteerd door Iarnród Éireann (IE) en NI Railways (NIR). De treindienst maakt gebruik van de spoorlijn Belfast-Dublin.

## Geschiedenis
De Ierse Great Northern Railway (GNR) introduceerde de dienst als de "Enterprise Express" op 11 augustus 1947 in een poging te concurreren met het lucht- en wegvervoer. Met name zakenreizen was en is een belangrijke markt. De douanecontroles waren beperkt tot de terminals van Belfast en Dublin om de reistijden te verkorten door ervoor te zorgen dat de reizen non-stop waren en dat vooraf boeken mogelijk was. De naam van de trein komt van de "ondernemende" benadering die de GNR hanteerde om het reizen voor passagiers gemakkelijker te maken, ondanks de vereiste douanecontroles.  De eerste dienst reed tussen Belfast Great Victoria Street en Dublin Amiens Street Junction (omgedoopt tot Dublin Connolly in 1966). Locomotieven van GNRI-klasse V werden aanvankelijk gebruikt, in 1948 gevolgd door GNRI-klasse VS.
In oktober 1950 werd de dienst uitgebreid naar het station Glanmire Road (in 1966 omgedoopt tot Cork Kent ) in Cork. Dit bleek geen succes en stopte in september 1953 toen de regeringen van de Republiek Ierland en Noord-Ierland de GNR nationaliseerden als de Great Northern Railway Board (GNRB). De impopulariteit van de Cork-service kan ook te wijten zijn aan de zes en een half uur durende reistijd.
Op woensdag 1 oktober 1958 werd de GNRB ontbonden en werden de activa en passiva verdeeld tussen Córas Iompair Éireann (CIÉ) en de Ulster Transport Authority (UTA) - de voorlopers van respectievelijk Iarnród Éireann (IÉ) en Northern Ireland Railways (NIR). Na de voltooiing van het Belfast Central Line Project, waarbij het spoor langs de route van de voormalige Belfast Central Railway liep, verhuisde de Belfast- terminal in april 1976 naar het nieuw gebouwde Belfast Central-station. Het nieuwe station is vernoemd naar de voormalige spoorlijn en bevond zich op enige afstand van het stadscentrum van Belfast, grenzend aan de markten van de stad. (De naam was een bron van verwarring bij toeristen en werd uiteindelijk in 2018 Belfast Lanyon Place
De dienst werd in september 1997 opgewaardeerd met een nieuwe dienstregeling en nieuwe treinstellen van de Franse treinfabrikanten De Dietrich Ferroviaire (nu Alstom DDF). Op dat moment kreeg de dienst, die onder de merknaam IÉ of NIR had geopereerd, het eigen merk Enterprise.
De dienst heeft te maken gehad met verstoring, vooral tijdens The Troubles, toen deze regelmatig werd stopgezet door bommeldingen. Deze kwamen zo vaak voor en veroorzaakten zo'n aanzienlijke verstoring van de dienst dat in 1989 een campagnegroep werd opgericht, de Peace Train Organization. Sinds het vredesproces in Noord-Ierland is deze verstoring echter afgenomen. Door hernieuwde investeringen in de afgelopen jaren is de lijn geüpgraded naar continu gelaste sporen die in staat zijn tot snelheden van 145 km/u (90 mph). Het Noord-Ierse deel van de lijn werd ook opgewaardeerd tot 90 mph.
De reistijden variëren van 2 uur 5 minuten (met vier tussenstops) en 2 uur 20 minuten (met zes tussenstops), met een gemiddelde snelheid van respectievelijk 93 en 84 km/u.

### Verstoring herfst 2009
Op vrijdag 21 augustus 2009 stortte het Broadmeadow-estuariumviaduct 20 mijl ten noorden van Malahide in, waardoor de Enterprise-diensten ernstig werden verstoord. Tijdens deze storing opereerde de Enterprise tussen Belfast Central en Drogheda en met bussen die Drogheda met Dublin Connolly verbinden. De lijn heropende op maandag 16 november met volledige dienstverlening over de gehele lijn.

## Diensten
Passagiers kunnen reizen in " First Plus " of " Enterprise Class ". Naast een trolleyservice is er een "Café Bar" waar alcohol, frisdrank, thee & koffie, warme en koude snacks worden geserveerd. De zitplaatsen in de Café Bar zijn hetzelfde als de andere rijtuigen, met dezelfde tafels.
First Plus heeft meer beenruimte, verstelbare stoelen, getinte ramen met zonwering, gratis kranten (bij de meeste diensten zijn dit de twee belangrijkste Belfast-kranten, maar af en toe zijn de Irish Independent en Irish Times beschikbaar). Eten is te koop in First Plus met een volledig driegangenmenu met ontbijt (vóór 12.00 uur), lunch en diner (na 12.00 uur). Thee en koffie van dit menu worden geleverd met aanvullende vullingen. First Plus is ook aanzienlijk rustiger, omdat het zelden voorkomt dat een van beide First Plus-wagens vol is. Een lid van het treinpersoneel controleert passagierskaartjes aan de deur van de First Plus-rijtuigen, omdat veel mensen niet weten dat er twee klassen rijtuigen in de trein zijn.
Beide klassen hebben airconditioning en gratis WiFi verzorgd door NI Railways. De wifi is echter beperkt tot 150 MB aan data per dag per apparaat. Boven op de deur van elk rijtuig bevindt zich een glazen display met een analoge wijzerplaat met de huidige tijd, het bestemmingsstation, het volgende station en alle andere informatie die onderaan op het display kan worden gescrolld. Ongeveer 3 minuten voor elke halte meldt de computer "we naderen nu (naam station)" om passagiers voldoende tijd te geven om hun spullen te verzamelen voordat ze van boord gaan. Aangezien het Enterprise-merk politiek neutraal wil zijn, zijn er geen Irish Rail- of NI Railways-logo's binnen of buiten de trein (met uitzondering van de poster met het alcoholconsumptiebeleid, die de logo's van beide operators bevat), alleen Enterprise-specifieke branding. Alle aankondigingen worden alleen in het Engels gedaan en niet in het Iers, en alle artikelen die te koop zijn, zijn dubbel geprijsd in Britse ponden en in euro's (wisselkoers van € 1,30 - € 1,40 per £ 1, voor ieder product, ongeacht de werkelijke wisselkoers). Betalingen met een kaart worden in ponden in rekening gebracht.  Beide klassen omvatten speciale ruimtes voor rolstoelgebruikers.

## Rollend materieel

### Huidig materieel

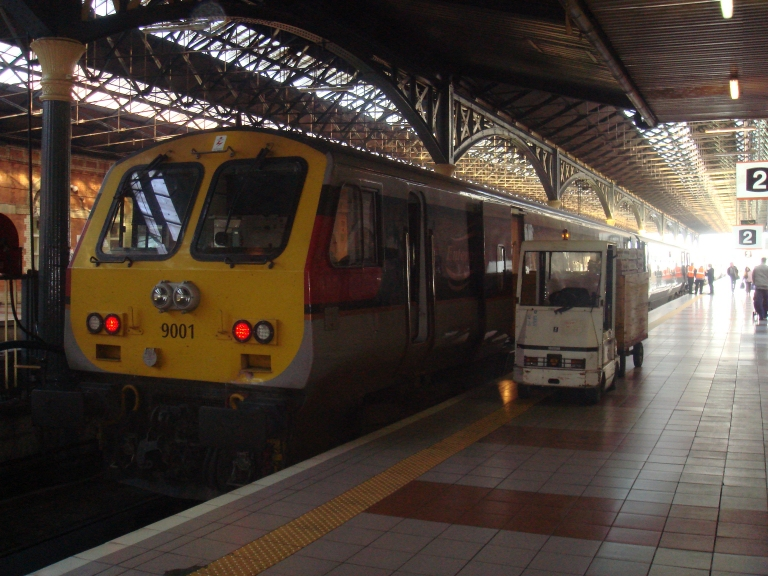
Enterprise Control Car 9001 in Dublin Connolly

Elk trek-duwtreinstel bestaat uit zeven rijtuigen en een locomotief van de 201-klasse. De 28 rijtuigen werden geleverd als vier sets van zeven, maar kwamen in dienst als drie sets van acht, met twee 

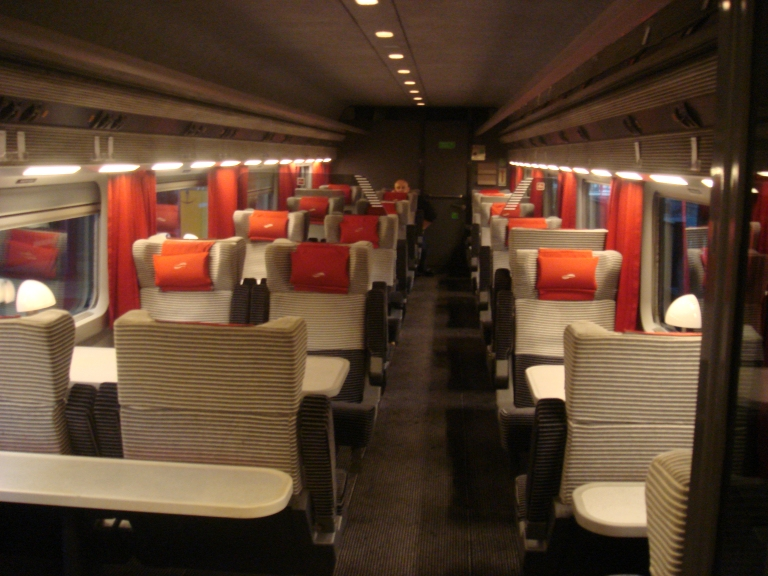
Het interieur van een First Plus rijtuig, gebouwd volgens een vergelijkbaar ontwerp en dezelfde specificaties als het rollend materieel van Eurostar

locomotieven van elke operator. De rijtuigen werden vervaardigd door De Dietrich Ferroviaire, terwijl de locomotieven van GM-EMD zijn; de eigendom van het rollend materieel wordt gedeeld tussen beide exploitanten, met het onderhoud van de wagons door NIR en locomotieven onderhouden door IE. Het koetswerk is gebaseerd op de klasse 373 EMU-voorraad die door Eurostar wordt gebruikt, met een identiek interieur. Bij de Eurostar is de trein permanent gekoppeld, maar het Enterprise is een gewoon koetsmaterieel.
De dienst had sterk te lijden aan betrouwbaarheid van de locomotieven, die de trein aan het hoofdeinde van stroom voorzien. In tegenstelling tot de Dublin-Cork-diensten van IÉ, waarbij de locomotief werkt met een generator -stuurwagen die stroom levert voor de verlichting en verwarming van de trein, was de Enterprise-vloot alleen uitgerust met een gewone stuurwagen, die geen stroomopwekkingsvermogen had. Dit betekende dat de locomotief alle stroom voor de trein moest leveren, zowel de aandrijving als de stroomvoorziening voor de rijtuigen. Langdurig gebruik in deze modus veroorzaakte schade, dus werden er nog vier locomotieven van de IÉ-vloot aan Enterprise toegewezen. Hiervoor moesten echter nog steeds locomotieven in HEP-modus worden gebruikt, in mei 2009 verzocht de minister voor Regionale Ontwikkeling in Noord-Ierland om een schatting voor de levering van generatorfuncties voor het bestaande rollend materieel, zodat de head-end power-modus niet langer zou worden nodig zijn.
Om verdere problemen te voorkomen werd op maandag 10 september 2012 een aangepaste Mark 3 Generator-bus, voorheen 7604, geïntroduceerd. Sindsdien zijn er nog drie van dergelijke generatorwagens in gebruik genomen.
| Klasse               | Afbeelding | Type              | Top snelheid | Top snelheid | Nummer | Gebouwd                 |
| Klasse               | Afbeelding | Type              | mph          | km/u         | Nummer | Gebouwd                 |
| -------------------- | ---------- | ----------------- | ------------ | ------------ | ------ | ----------------------- |
| 201 Klasse           |            | Diesellocomotief  | 102          | 164          | 8      | 1994-1995               |
| De Dietrich voorraad |            | Passenger coaches | 90           | 145          | 28     | 1996                    |
| Markeer 3            |            | Generator van     | 100          | 160          | 4      | 1980 (gerenoveerd 2009) |

Als een Enterprise-set niet beschikbaar is, kan een NIR- of een IÉ-set worden gebruikt. Zowel NIR als IÉ hebben zes van hun nieuwste DMU's (3000, 4000 en 29000) en tien 22000 klasse DMU's uitgerust volgens elkaars specificaties, zodat ze kunnen worden gebruikt in het geval van een storing.